# Englisch-Japanischer Freundschaftsvertrag
Der Englisch-Japanische Freundschaftsvertrag (jap. 日英和親条約, Nichi-Ei Washin Joyaku) wurde am 4. Oktober 1854 als der erste begrenzte Freundschaftsvertrag zwischen Großbritannien und Japan geschlossen. Er wurde in Nagasaki vom Befehlshaber der East Indies and China Station der Royal Navy, Admiral Sir James Stirling und den Gouverneuren von Nagasaki (Nagasaki bugyō) als Vertreter des Tokugawa-Shogunates (Bakufu) unterzeichnet.
Der Vertrag kam im Ergebnis der von dem US-Commodore Matthew Perry erzwungenen und mit der Konvention von Kanagawa vertraglich abgesicherten Öffnung Japans zustande. Auch Russland schloss mit dem Vertrag von Shimoda einen ähnlichen Vertrag.